# Osteochilus waandersii
Cá mè lúi nâu (Danh pháp khoa học: Osteochilus waandersii) là một loài cá trong họ Cá chép. Loài cá nước ngọt này sinh sống trong lưu vực các sông Mê Kông và Chao Phraya, trên bán đảo Mã Lai, Sumatra và Borneo. Cũng ghi nhận tại lưu vực sông Maeklong.

## Đặc điểm
Thân cá thon dài, dẹp bên, thân xám, lưng thẫm, bụng trắng, giữa thân có một sọc đen chạy theo trục thân từ mõm đến ngọn các tia vây đuôi. Đầu cá nhỏ, ngắn, mõm tù, mút mõm nhô lên và có 3 nốt sừng một nốt lớn ở giữa và 2 nốt nhỏ hai bên, miệng kề dưới, nhỏ, hẹp ngang, rạch miệng xiên, ngắn, môi trên có một hàng gai thịt mịn, phần giữa của môi có nhiều gai thịt mịn.
Cá có 2 đôi râu, râu mõm ngắn hơn râu hàm, mắt cá nhỏ. Vây lưng có khởi điểm trước khởi điểm vây bụng, tia đơn vây bụng và vây hậu môn không hóa xương, vây đuôi phân thùy sâu. Vẩy tròn to phủ khắp thân, đầu không phủ vẩy, đường bên hoàn toàn, chạy thẳng từ mép bên lỗ mang đến điểm giữa gốc vây đuôi, vây lưng, vây bụng, vây hậu môn và vây đuôi có sắc tố đen thành những mảng lớn, vây ngực trắng đục.